# Russie-Libertés
Russie-Libertés est une association à but non lucratif française de défense des droits humains et de soutien au développement de la démocratie en Russie. Elle est, selon La Croix, « la principale association qui porte la voix de la société civile russe en France ».

## Histoire
L'association est créée en 2012 à Paris, à la suite des élections législatives russes de 2011, lors desquelles plusieurs cas de fraudes en faveur de Russie unie sont dénoncés par l'opposition et par des médias indépendants, et qui sont suivies de contestations et des grandes manifestations des citoyens russes en Russie comme à l'étranger. L'organisation a pour but de défendre « la démocratie, la protection de l’État de droit et la défense des droits humains et des libertés fondamentales en Russie ». Alexis Prokopiev et Nicolaï Kobliakov (en) font partie des cofondateurs de Russie-Libertés,. Une demande d'arrestation et d'extradition vers Moscou est ouverte par la Russie à l'encontre de celui-ci peu après la fondation de l'ONG.

## Actions

### Manifestations et rassemblements politiques
En mars 2012, dans le mouvement de soutien aux féministes de Pussy Riot dans le monde
En France, Russie-Libertés organise des manifestations à Paris, Lyon, Marseille, Montpellier et Nice.
En mars 2015, à la suite de l'assassinat de Boris Nemtsov le 27 février, Russie-Libertés organise à Paris un rassemblement en hommage à l'homme politique et opposant russe. Le président de l'association, Alexis Prokopiev, qualifie cet assassinat « odieux et sauvage ».
En 2021, l'association organise un flashmob en soutien au prisonnier politique Alexeï Navalny avec la participation de plus de 50 parlementaires européens.
Le 19 février 2022, soit cinq jours avant le déclenchement de la guerre d'invasion de l'Ukraine, Russie-Libertés a participé avec une partie de la communauté ukrainienne, ainsi qu'avec d'autres associations culturelles et humanitaire, à la manifestation en opposition à la guerre à Bordeaux.

### Plaidoyers
L’association organise des actions de plaidoyer, souvent en collaboration avec d’autres organisations internationales telles qu’Amnesty International ou Reporters sans frontières.
Russie-Libertés commande un sondage à l'Ifop auprès du public français sur les droits de l'homme en Russie. Paru dans Metro le 27 février 2013, il montre que 86 % des personnes interrogées « estiment que la situation actuelle en Russie en matière de libertés publique et de respect des droits de l'homme n'est pas satisfaisante », et « 80 % (...) ont une mauvaise opinion de Vladimir Poutine ». Il résulte également que 85 % de ces mêmes personnes seraient favorables à ce que la France adopte une loi Magnitski, comme l'ont fait les États-Unis.
En juin 2013, Russie-Libertés, Sherpa, CEE Bankwatch Network, MOBO Princip et des écologistes russes, dont Evguenia Tchirikova, déposent plainte auprès du parquet de Nanterre contre Vinci Concessions Russie et contre X sur des soupçons de corruption dans le cadre de la passation d'un marché public pour la construction et la concession d'exploitation de l'autoroute Moscou-Saint-Pétersbourg,. La plainte est appuyée par des éléments collectés avec l'aide de journalistes russes. Les demandeurs mettent en cause les conditions de l'appel d'offres, l'implication de hauts fonctionnaires et de l'oligarque Arkadi Rotenberg, ainsi que des ramifications financières aboutissant à Chypre, pays considéré comme un paradis fiscal.
Russie-Libertés réclame une enquête internationale et indépendante sur la mort de Boris Nemtsov, ne faisant nullement confiance aux autorités russes. Elle exige la même chose s'agissant des crimes commis par le régime dirigé par Vladimir Poutine, notamment en Ukraine,.

### Publications
Russie-Libertés publie, en partenariat avec d’autres organisations, les livres Les autres visages de la Russie et Ils font vivre le journalisme en Russie ! ,
Des notes et rapports sont également régulièrement proposés par l'association, dont celui sur la corruption en 2014, sur le droits des femmes en Russie en 2015 et, en 2023, sur les manquements aux sanctions européennes contre la Russie.
L'association participe à la traduction du rapport de Boris Nemtsov Poutine. La Guerre sur la guerre du Donbass en Ukraine et sa présentation à l’Assemblée nationale en 2015, en présence de l’opposant russe Ilia Iachine.

### Manifestations culturelles
En collaboration avec Amnesty International et Arte Reportage, Russie-Libertés organise en décembre 2013 à Lausanne, au Théâtre du Lapin vert, une soirée projection et débat sur la Constitution russe de 1993, près de 20 ans après son adoption.
En janvier 2013, l'association participe aux éditions bordelaise et toulousaine du Festival international du film des droits de l'homme, avec un débat autour du film Justice pour Sergei,.
En novembre 2022, dans le cadre du festival L’Écho de Lubimovka, version délocalisée du Festival de dramaturgie Lubimovka qui se tenait originellement à Moscou, Russie-Libertés et l’Atelier des artistes en exil organisent une exposition, « Dis la guerre ». S'y produisent notamment deux militantes de Résistance féministe anti-guerre, Vika Privalova et Daria Serenko.
En février-mars 2023 l'exposition,  « En Russie, des femmes contre la guerre, au risque de leur vie » est organisée en collaboration avec Résistance féministe anti-guerre et Memorial et présente 15 portraits de femmes russes opposées à la guerre. L'exposition reçoit le soutien de la ville de Paris et est présentée au public sur les grilles de la Maison des associations du 12e arrondissement, puis au parc de Choisy

### Forums et conférences
En 2023, avec plusieurs organisations, incluant le Collège des Bernardins et le Forum mondial de Normandie pour la Paix, Russie-Libertés travaille « au rapprochement des opposants russes, notamment pour obtenir d'eux un engagement clair en faveur de l'État de droit et la reconnaissance de l'indépendance et de la souveraineté de l'Ukraine ».
En mai 2023, Russie-Libertés invite à Paris la militante russe Daria Serenko, cofondatrice de Résistance féministe anti-guerre et exilée en Géorgie depuis juin 2022, dans le but de « témoigner sur le rôle des femmes dans la résistance à la guerre et à la dictature en Russie ». En septembre 2023, l'association participe au 6e Forum mondial de Normandie pour la Paix à Caen. En octobre 2023, l'association co-organise à Paris un forum réunissant une centaine de militants russes, dont Natalia Arno, présidente de la Free Russia Foundation, et Evguénia Kara-Mourza, épouse du prisonnier politique Vladimir Kara-Mourza.

### Autres activités
Russie-Libertés agit également pour le soutien aux opposants politiques russe en exil.
Dans l'affaire  impliquant l'entreprise Yves Rocher dans la condamnation par la justice russe d'Alexeï Navalny, Russie-Libertés appelle à son boycott dans une lettre ouverte publiée dans Mediapart début 2013.
Elle organise en 2023 une collecte de fonds pour acheter des groupes électrogènes et des poêles à bois pour des foyers ukrainiens dévastés par les bombardements russes.

## Positions vis-à-vis de l'invasion de l'Ukraine par la Russie en 2022
Depuis le début de l'invasion de l'Ukraine par la Russie en 2022, Russie-Libertés se positionne contre cette invasion en soutenant les mouvements anti-guerre russes et en combattant la propagande du Kremlin,,,,,. L’association prône la nécessité de sanctions individuelles ciblées contre les complices de Poutine et affirme la nécessité de juger les responsables de crimes de guerre, en lançant une pétition à ce sujet. Russie-Libertés fait partie des organisations postulant que la démocratisation de la Russie passe par la victoire militaire de l'Ukraine.
Le 7 octobre 2022, l’association a organisé un forum à l’Hôtel de ville de Paris avec la présence de la maire de Paris Anne Hidalgo, de députés, diplomates, militants russes et ukrainiens, et d’experts de Russie et Biélorussie.
Des membres de l’association, tels que la porte-parole Olga Prokopieva ou Nadezhda Kutepova,, réfugiée politique russe et avocate, sont régulièrement invités par les médias pour témoigner de la situation de la société civile russe et de la résistance des citoyens russes opposés à la guerre en Ukraine,,,.
Russie-Libertés prône, au travers d’une tribune publiée par Le Monde, cosignée par Lev Ponomarev, cofondateur de l’ONG Memorial, et par Cécile Vaissié, professeure, la nécessité de vaincre le régime de Vladimir Poutine, non seulement en Ukraine, mais aussi en Russie, pour garantir une paix durable en Europe.
En avril 2023, Russie-Libertés est signataire de la Déclaration de Berlin qui pose les principes des mouvements démocratiques russes, adoptée par près de 30 000 signataires après quelques mois.
En juillet 2023, l'association rejoint, en tant que membre associé, le Comité anti-guerre fondé par des personnalités russes engagées contre la guerre en Ukraine.
En janvier 2024, l’association a été déclarée interdite (« indésirable ») en Russie.